# Marc Chouinard
Pour les articles homonymes, voir Chouinard.
Marc Chouinard (né le 6 mai 1977 à Charlesbourg, dans la province de Québec au Canada) est un joueur professionnel canadien de hockey sur glace.

## Carrière
Alors qu'il évoluait pour les Harfangs de Beauport dans la LHJMQ, il est repêché par les Jets de Winnipeg au deuxième tour, 32e choix au total, lors du repêchage d'entrée dans la LNH 1995. Alors qu'il évolue toujours dans les rangs juniors, les Jets l'échange aux Mighty Ducks d'Anaheim avec Teemu Selanne et un choix de quatrième tour au repêchage de 1996  (choix échangé plus tard aux Maple Leafs de Toronto, choix échangé à nouveau aux Canadiens de Montréal - Kim Staal) en retour de Chad Kilger, Oleg Tverdovski et un choix de troisième tour en 1996.
Après avoir fait ses débuts professionnels dans la LAH avec l'équipe affiliée, les Mighty Ducks de Cincinnati, il débute dans la LNH avec Anaheim en 2000-2001. Le 28 juillet 2003, il signe comme agent libre avec le Wild du Minnesota. Durant la grève de 2004-2005, il s'aligne en Norvège avec le Frisk Asker.
Le 20 juillet 2006, il signe avec les Canucks de Vancouver, mais durant la saison, il est placé au ballotage par les Canucks. Non réclamé par une autre équipe, il termine la saison avec l'équipe affiliée aux Canucks, le Moose du Manitoba.
En 2007, il part en Suisse pour jouer avec le HC Fribourg-Gottéron. Après deux saisons, il joue sa dernière saison professionnelle en Allemagne avec le Kölner Haie.

## Statistiques
Pour les significations des abréviations, voir Statistiques du hockey sur glace.
| Saison     | Équipe                     | Ligue      |     | Saison régulière | Saison régulière | Saison régulière | Saison régulière | Saison régulière |    | Séries éliminatoires | Séries éliminatoires | Séries éliminatoires | Séries éliminatoires | Séries éliminatoires |
| Saison     | Équipe                     | Ligue      | PJ  | B                | A                | Pts              | Pun              | PJ               | B  | A                    | Pts                  | Pun                  |                      |                      |
| 1993-1994  | Harfangs de Beauport       | LHJMQ      | 62  | 11               | 19               | 30               | 23               | -                | -  | -                    | -                    | -                    |                      |                      |
| 1994-1995  | Harfangs de Beauport       | LHJMQ      | 68  | 24               | 40               | 64               | 32               | 18               | 1  | 6                    | 7                    | 4                    |                      |                      |
| 1995-1996  | Harfangs de Beauport       | LHJMQ      | 30  | 14               | 21               | 35               | 19               | -                | -  | -                    | -                    | -                    |                      |                      |
| 1995-1996  | Mooseheads d'Halifax       | LHJMQ      | 24  | 6                | 12               | 18               | 17               | 6                | 2  | 1                    | 3                    | 2                    |                      |                      |
| 1996-1997  | Mooseheads d'Halifax       | LHJMQ      | 63  | 24               | 49               | 73               | 52               | 18               | 10 | 16                   | 26                   | 12                   |                      |                      |
| 1997-1998  | Mighty Ducks de Cincinnati | LAH        | 8   | 1                | 2                | 3                | 4                | -                | -  | -                    | -                    | -                    |                      |                      |
| 1998-1999  | Mighty Ducks de Cincinnati | LAH        | 69  | 7                | 8                | 15               | 20               | 3                | 0  | 0                    | 0                    | 4                    |                      |                      |
| 1999-2000  | Mighty Ducks de Cincinnati | LAH        | 70  | 17               | 16               | 33               | 29               | -                | -  | -                    | -                    | -                    |                      |                      |
| 2000-2001  | Mighty Ducks de Cincinnati | LAH        | 32  | 10               | 9                | 19               | 4                | -                | -  | -                    | -                    | -                    |                      |                      |
| 2000-2001  | Mighty Ducks d'Anaheim     | LNH        | 44  | 3                | 4                | 7                | 12               | -                | -  | -                    | -                    | -                    |                      |                      |
| 2001-2002  | Mighty Ducks d'Anaheim     | LNH        | 45  | 4                | 5                | 9                | 10               | -                | -  | -                    | -                    | -                    |                      |                      |
| 2002-2003  | Mighty Ducks d'Anaheim     | LNH        | 70  | 3                | 4                | 7                | 40               | 15               | 1  | 0                    | 1                    | 0                    |                      |                      |
| 2003-2004  | Wild du Minnesota          | LNH        | 45  | 11               | 10               | 21               | 17               | -                | -  | -                    | -                    | -                    |                      |                      |
| 2004-2005  | Frisk Asker                | UPC ligaen | 16  | 9                | 8                | 17               | 26               | 3                | 5  | 2                    | 7                    | 24                   |                      |                      |
| 2005-2006  | Wild du Minnesota          | LNH        | 74  | 14               | 16               | 30               | 34               | -                | -  | -                    | -                    | -                    |                      |                      |
| 2006-2007  | Canucks de Vancouver       | LNH        | 42  | 2                | 2                | 4                | 10               | -                | -  | -                    | -                    | -                    |                      |                      |
| 2006-2007  | Moose du Manitoba          | LAH        | 13  | 3                | 1                | 4                | 5                | 4                | 0  | 0                    | 0                    | 4                    |                      |                      |
| 2007-2008  | HC Fribourg-Gottéron       | LNA        | 44  | 13               | 11               | 24               | 52               | 9                | 2  | 6                    | 8                    | 10                   |                      |                      |
| 2008-2009  | HC Fribourg-Gottéron       | LNA        | 10  | 4                | 2                | 6                | 20               | 3                | 1  | 0                    | 1                    | 0                    |                      |                      |
| 2009-2010  | Kölner Haie                | DEL        | 19  | 5                | 6                | 11               | 20               | 3                | 1  | 1                    | 2                    | 2                    |                      |                      |
| Totaux LNH | Totaux LNH                 | Totaux LNH | 320 | 37               | 41               | 78               | 123              | 15               | 1  | 0                    | 1                    | 0                    |                      |                      |

## Parenté dans le sport
Il est le cousin du hockeyeur Éric Chouinard et le neveu de l'ancien joueur Guy Chouinard.